# わが輩ははなばな氏
『わが輩ははなばな氏』（わがはいははなばなし）は、ラジオ東京テレビ（現:TBSテレビ）で1956年（昭和31年）7月18日から1959年（昭和34年）3月25日まで放送されていた、フランキー堺主演の生放送によるテレビドラマ。

## 概要
平凡なサラリーマン・はなばな氏（フランキー堺）とその家族が繰り広げるコメディドラマ。実際のフランキー堺一家が出演した。テレビ草創期の時代に放送された。
第一製薬（現:第一三共・第一三共ヘルスケア）の一社提供番組。当初は水曜19:30 - 20:00で放送され、その後、水曜19:00 - 19:30に移動した。

## 出演
- フランキー堺一家
  - フランキー堺
  - 堺花子 - フランキーの実の妻（元日劇ダンシングチーム・谷さゆり）
  - 堺俊哉 - フランキーの実の息子
- 渥美清
- 谷幹一

ほか

## スタッフ
- 脚本：濤の会同人、しのざき凡
- 演出：高橋啓

## ネット局
- ラジオ東京テレビ（現：TBSテレビ）
- 北海道放送（HBC）
- ラジオ新潟テレビ（現：新潟放送）[1]
- 中部日本放送（現:CBCテレビ）
- 大阪テレビ放送（現:ABCテレビ）
- ラジオ山陽テレビ（現:RSK山陽放送）
- ラジオ九州テレビ → RKB毎日放送

ほか